# Nagroda Satelita za najlepsze zdjęcia
Laureaci Satelity w kategorii najlepsze zdjęcia:

## Lata 90
1996: John Seale – Angielski pacjent

nominacje:
- Darius Khondji – Evita
- Donald McAlpine – Romeo i Julia
- Robby Müller – Przełamując fale
- Alex Thomson – Hamlet

1997: Janusz Kamiński – Amistad

nominacje:
- Don Burgess – Kontakt
- Russell Carpenter – Titanic
- Dante Spinotti – Tajemnice Los Angeles
- Amy Vincent – Magia Batistów

1998: John Toll – Cienka czerwona linia

nominacje:
- Tak Fujimoto – Pokochać
- Richard Greatrex – Zakochany Szekspir
- Janusz Kamiński – Szeregowiec Ryan
- John Lindley – Miasteczko Pleasantville

1999: Emmanuel Lubezki – Jeździec bez głowy

nominacje:
- Caleb Deschanel – Anna i król
- Conrad L. Hall – American Beauty
- Robert Richardson – Cedry pod śniegiem
- John Seale – Utalentowany pan Ripley
- Larry Smith – Oczy szeroko zamknięte

## 2000–2009
2000: John Mathieson – Gladiator

nominacje:
- Michael Ballhaus – Nazywał się Bagger Vance
- Jeffrey L. Kimball – Mission: Impossible II
- Peter Pau – Przyczajony tygrys, ukryty smok
- Peter Andrews – Traffic

2001: Roger Deakins – Człowiek, którego nie było

nominacje:
- Andrew Lesnie – Władca Pierścieni: Drużyna Pierścienia
- Donald McAlpine – Moulin Rouge!
- John Schwartzman – Pearl Harbor
- Piotr Sobociński – Kraina wiecznego szczęścia

2002: Conrad L. Hall – Droga do zatracenia

nominacje:
- Michael Ballhaus – Gangi Nowego Jorku
- Janusz Kamiński – Raport mniejszości
- Edward Lachman – Daleko od nieba
- Andrew Lesnie – Władca Pierścieni: Dwie wieże

2003: John Toll – Ostatni samuraj

nominacje:
- Russell Boyd, Sandi Sissel – Pan i władca: Na krańcu świata
- Andrew Lesnie – Władca Pierścieni: Powrót króla
- John Schwartzman – Niepokonany Seabiscuit
- Eduardo Serra – Dziewczyna z perłą
- Tom Stern – Rzeka tajemnic

2004: Zhao Xiaoding – Dom latających sztyletów

nominacje:
- Bruno Delbonnel – Bardzo długie zaręczyny
- Emmanuel Lubezki – Lemony Snicket: Seria niefortunnych zdarzeń
- John Mathieson – Upiór w operze
- Bill Pope, Anette Haellmigk – Spider-Man 2
- Robert Richardson – Aviator

2005: César Charlone – Wierny ogrodnik

nominacje:
- Dion Beebe – Wyznania gejszy
- Christopher Doyle – 2046
- Robert Elswit – Good Night and Good Luck
- Hang-Sang Poon – Kung fu szał
- Robert Rodriguez – Sin City: Miasto grzechu
- Philippe Rousselot – Charlie i fabryka czekolady

2006: Tom Stern – Sztandar chwały

nominacje:
- Matthew Libatique – Źródło
- Philippe Le Sourd – Dobry rok
- Ricardo Della Rosa – Dom z piasku
- Dante Spinotti – X-Men: Ostatni bastion
- Zhao Xiaoding – Cesarzowa
- Vilmos Zsigmond – Czarna Dalia

2007: Janusz Kamiński – Motyl i skafander

nominacje:
- Henry Braham – Złoty kompas
- Roger Deakins – Zabójstwo Jesse’ego Jamesa przez tchórzliwego Roberta Forda
- Bruno Delbonnel – Across the Universe
- Robert Elswit – Aż poleje się krew
- Harris Savides – Zodiak

2008: Mandy Walker – Australia

nominacje:
- Jess Hall – Powrót do Brideshead
- Claudio Miranda – Ciekawy przypadek Benjamina Buttona
- Tim Orr – Śnieżne anioły
- Gyula Pados – Księżna
- Tom Stern – Oszukana

2009: Dion Beebe – Dziewięć

nominacje:
- Roger Deakins – Poważny człowiek
- Guillermo Navarro, Erich Roland – Będzie głośno
- Robert Richardson – Bękarty wojny
- Lü Yue, Zhang Li – Trzy królestwa
- Dante Spinotti – Wrogowie publiczni

## 2010–2019
2010: Wally Pfister – Incepcja

nominacje:
- Enrique Chediak, Anthony Dod Mantle – 127 godzin
- Eduardo Serra – Harry Potter i Insygnia Śmierci. Część I
- Yorick Le Saux – Jestem miłością
- Ben Seresin – Niepowstrzymany
- Robert Elswit – Salt
- Dean Semler – Niezwyciężony Secretariat
- Robert Richardson – Wyspa tajemnic